# Charistephane fugiens
Charistephane fugiens är en kammanetart som beskrevs av Chun 1880. Charistephane fugiens ingår i släktet Charistephane och familjen Mertensiidae. Inga underarter finns listade i Catalogue of Life.